# Mennerella
Mennerella is een geslacht van uitgestorven kreeftachtigen uit de klasse van de Ostracoda (mosselkreeftjes).

## Soorten
- Mennerella convexoventralis Zbikowska, 1983 †
- Mennerella diserta Rozhdestvenskaya, 1972 †
- Mennerella heckeri Egorov, 1950 †
- Mennerella krestovnikovi Egorov, 1950 †
- Mennerella lineola Zaspelova, 1959 †
- Mennerella ostrovensis Egorov, 1950 †
- Mennerella porezkyae Egorov, 1950 †
- Mennerella qilianshanensis Shi, 1960 †
- Mennerella recta Rozhdestvenskaya, 1972 †
- Mennerella schelonica Egorov, 1950 †
- Mennerella tuberosa Egorov, 1950 †
- Mennerella venterolobata Wang & Shi, 1982 †
- Mennerella vulnerata Lethiers, 1981 †